# Lalla Bahia
Pour les articles homonymes, voir Bahia (homonymie).
Lalla Bahia bint Antar (en arabe : للاة باهية بنت عنتر ; inconnu - 3 septembre 2008) était la troisième épouse de Mohammed V du Maroc, qui a régné de 1927 à 1961. Lalla Bahia est la mère de la princesse Lalla Amina du Maroc.

## Biographie
Lalla Bahia est issue d'une riche famille berbère, elle a également des origines Glaoua. Abdelssadeq el-Glaoui a expliqué que tout comme Lalla Abla bint Tahar, la seconde épouse de son mari, Lalla Bahia a été choisie de la maison Glaoui. Cependant, il n'est pas précisé de quel côté de sa famille elle a des origines Glaoua.
Lalla Bahia est décédée le 3 septembre 2008. Ses funérailles ont eu lieu au Mausolée Moulay el-Hassan situé dans l'enceinte du Dar al-Makhzen à Rabat, Maroc.

## Mariage
Lalla Bahia épouse le sultan Sidi Mohammed en été 1953, lors d'une discrète cérémonie. Le couple a une fille:
- S.A.R. la princesse Lalla Amina (1954-2012), née à Antsirabe.

Elle devient veuve de son époux le 26 février 1961, dans la logique de sa vie ininterrompue au sein de la famille royale.